# Revolución desde arriba

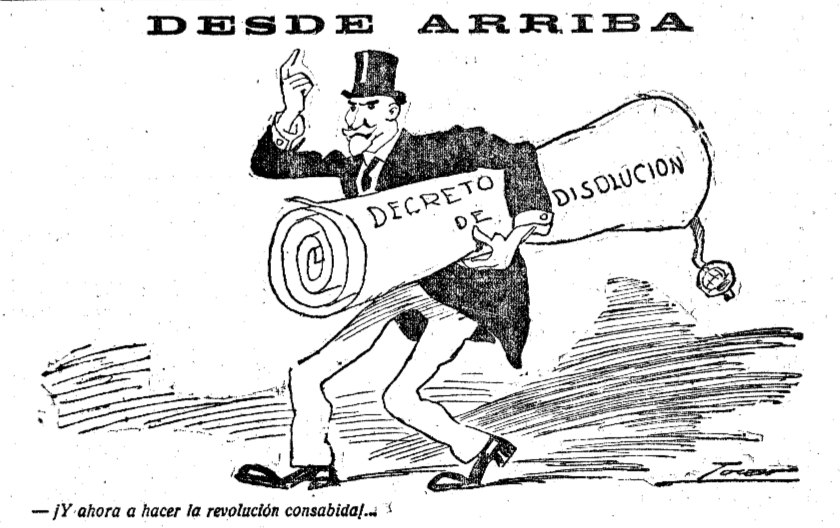
«Desde arriba». Caricatura de Maura en El Imparcial (1919) por Tovar.

La revolución desde arriba fue una expresión acuñada por el líder del Partido Liberal-Conservador Antonio Maura con la que resumía su programa político de reforma desde el Gobierno del régimen político de la Restauración y que aplicó durante su primer gobierno (1903-1904) y sobre todo durante su «gobierno largo» (1907-1909), pero que no pudo completar al producirse su caída como consecuencia de la crisis provocada por la Semana Trágica de Barcelona.

## Concepto
La «revolución desde arriba» consistía en la reforma del régimen político de la Restauración desde las instituciones y por iniciativa del propio gobierno y su propósito esencial era conseguir el apoyo popular a la monarquía de Alfonso XIII poniendo fin al sistema caciquil. Maura la justificó así:

Ahora más que nunca es menester que la nación sienta que el poder público asiste a sus necesidades y emprenda siquiera el camino de aquella regeneración tan vanamente cantada en todas las lenguas. Ya no hay tiempo ni para el orden ni para el método, no se puede ir con parsimonia en la realización de la obra, hay que hacer la revolución desde el Gobierno, porque si no, se hará desde abajo y será desoladora, ineficaz y vergonzosa, y probablemente la disolución de la nación española. Llevar al pueblo esa revolución es instantáneamente devolver al pueblo la confianza en sí mismo, aquella que os decía cuando os pintaba cómo se siente morir un Estado a quien nadie acomete.

Como ha destacado la historiadora María Jesús González, «revolución desde arriba» era, junto con «monarquía de ciudadanos» y «democracia conservadora», uno «de esos objetivos hechos de pares semánticamente contradictorios típicos de Maura. [...] Los tres conceptos estaban cargados de un significado muy práctico; representaban una conciliación o una antítesis positiva entre las ideas de avance, cambio y un modelo participativo, y el "freno" que propiciaban los conceptos monarquía, conservador o arriba: amarras de orden en cualquier marejada política».
Según el historiador Javier Moreno Luzón, Maura tenía «el convencimiento de que, en un país rural y esencialmente católico como España, esta apertura, controlada si hacía falta con el refuerzo de los mecanismos represivos, redundaría en beneficio de la Corona, de la Iglesia y del orden social establecido, es decir, de los intereses conservadores».

## La «revolución desde arriba» durante el «gobierno largo»

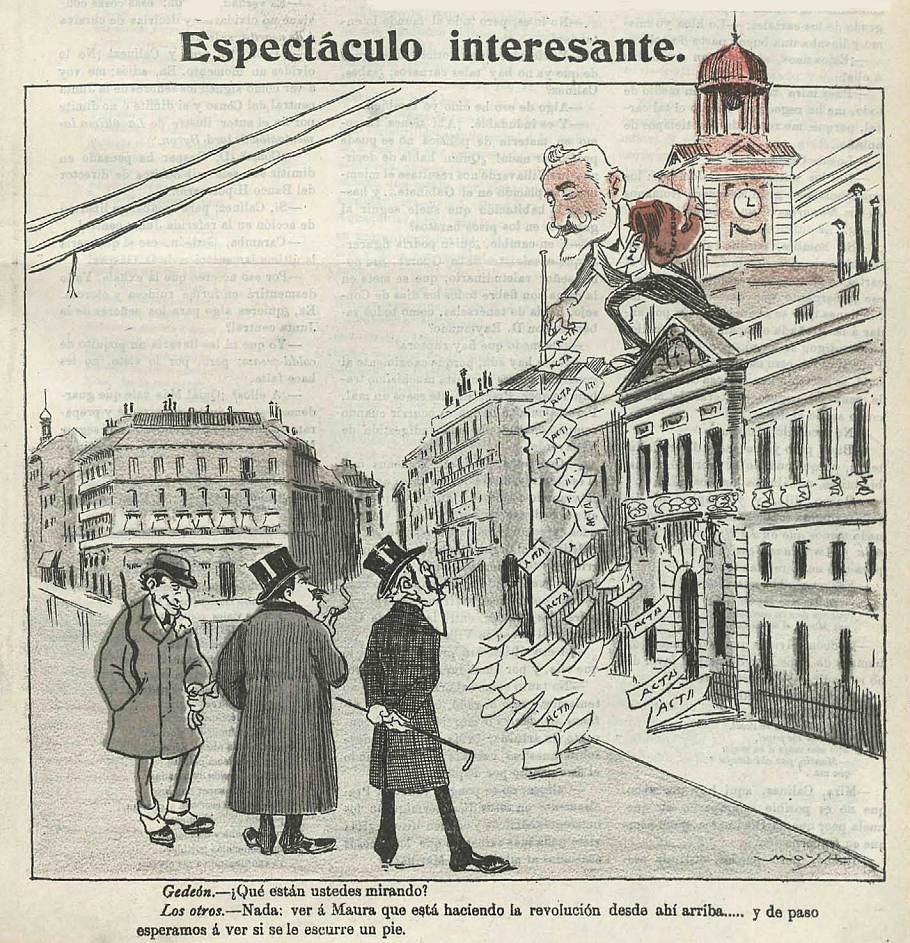
Caricatura satírica sobre la «revolución desde arriba» de Maura publicada en Gedeón en 1903 con el título «Espectáculo interesante». Representa la contradicción de la revolución desde arriba de Maura que pretendía reformar el sistema pero recurriendo a él para conseguir la mayoría necesaria en las Cortes para aprobarla.

Maura comenzó su «gobierno largo» de forma poco congruente con los principios que decía defender pues en las elecciones de abril de 1907 se valió del entramado caciquil para alcanzar una mayoría muy amplia en las Cortes. La primera tarea que les encomendó fue aprobar la nueva ley electoral.
Los objetivos de la ley eran conseguir la «pureza electoral», con medidas como el voto obligatorio, establecer un mecanismo de configuración automática de las mesas electorales y de las juntas del censo, para acabar con el control de los alcaldes, y otorgar al Tribunal Supremo la jurisdicción sobre los juicios planteados por las actas electorales. Sin embargo no se garantizó el secreto en el voto. Además, en el artículo 29 la ley estableció que en los lugares con un único candidato, este pasara a ser diputado inmediatamente sin necesidad de votación, lo que se produjo frecuentemente en las siete elecciones siguientes.
El segundo proyecto de Maura fue la Ley de Administración Local, que no consiguió que la aprobaran las Cortes. La presentó en julio de 1907 y constaba de más de cuatrocientos artículos. Su objetivo declarado era poner fin al caciquismo. Los alcaldes de las principales ciudades serían elegidos por el gobierno, pero los demás cargos por sufragio corporativo. El proyecto encontró una gran oposición, tanto entre una parte de los conservadores, que pensaban que la ley podía abrir demasiado el sistema político, como entre los liberales y los republicanos contrarios al sistema corporativo de elección de los ayuntamientos. 
El tercer proyecto de reforma fue la Ley de Represión del Terrorismo. A pesar de que esta ley se presentó como dirigida a perseguir al anarquismo, se encontró con la oposición de los liberales, que se unieron por primera vez con grupos no dinásticos, formando el denominado «Bloque de Izquierdas». Maura acusó a los liberales de dejarse arrastrar por la izquierda y de poner en peligro el «turno». Al final este proyecto de ley no fue aprobado.